# Espagne aux Jeux olympiques d'hiver de 2018
Cet article contient des informations sur la participation et les résultats de l'Espagne aux Jeux olympiques d'hiver de 2018 à Pyeongchang en Corée du Sud du 9 au 25 février 2018. Il s'agit de sa vingtième participation à des Jeux d'hiver.
Avec les médailles de bronze du snowboardeur Regino Hernández puis du patineur Javier Fernández, l'Espagne remporte pour la première fois deux médailles dans une même édition de Jeux d'hiver. Auparavant, l'équipe espagnole n'avait remporté qu'un titre en 1972 et une médaille de bronze en 1992.

## Participation
Aux Jeux olympiques d'hiver de 2018, les athlètes de l'équipe d'Espagne participent aux épreuves suivantes : 
| Sport               | Hommes | Femmes | Total |
| ------------------- | ------ | ------ | ----- |
| Ski alpin           | 1      | 0      | 1     |
| Ski de fond         | 2      | 0      | 2     |
| Patinage artistique | 3      | 1      | 4     |
| Skeleton            | 1      | 0      | 1     |
| Snowboard           | 3      | 1      | 4     |
| Total               | 10     | 2      | 12    |

## Engagés par sport

### Patinage artistique
Hommes
- Javier Fernández

### Skeleton
- Ander Mirambell

### Snowboard
Femmes
- Queralt Castellet

Hommes
- Lucas Eguibar
- Regino Hernández